# صادق الشنطي
صادق الشنطي (علامة استفهام - توفي 1995)، هو صحفي فلسطيني.  ويعد الشنطي من أبرز الصحافيين الفلسطينيين، حيث أسس عام 1932م جريدة الدفاع بالاشتراك مع شقيقه إبراهيم الشنطي، ثم توقفت عام 1948م، وأعاد إصدارها مرة أخرى في القدس إلى أن توقفت للمرة الثانية عام 1967، ثم صدرت في عمان عام 1971، وظلت مستمرة في الصدور حتى تم إلغاء الصحف الفلسطينية: الدفاع - فلسطين - المنار لدمجها في صحف يومية. وقد تعرض الراحل للاعتقال أكثر من مرة إبان الانتداب البريطاني على فلسطين، بسبب مقالاته المدافعة عن القضية الفلسطينية.

## وفاته
توفي عام 1995 في الولايات المتحدة الأمريكية عن عمر يناهز 85 عام.